# Aigurande
Aigurande-sur-Bouzanne redirige ici.
Aigurande, parfois appelée Aigurande-sur-Bouzanne, est une commune française située dans le département de l'Indre, en région Centre-Val de Loire.

## Géographie

### Localisation
Aigurande est située dans le sud du département, à la limite avec le département de la Creuse.
Elle est située dans la région naturelle du Boischaut Sud.
Les communes limitrophes sont : Lourdoueix-Saint-Pierre (3 km), Méasnes (4 km), La Forêt-du-Temple (6 km), Crozon-sur-Vauvre (7 km), La Buxerette (7 km) et Montchevrier (8 km).
Les communes chefs-lieux et préfectorales sont : Neuvy-Saint-Sépulchre (18 km), La Châtre (21 km), Châteauroux (43 km), Issoudun (58 km) et Le Blanc (62 km).
Aigurande est une commune rurale non polarisée, qui ne fait donc partie d'aucune aire urbaine, ni d'aucun espace urbain.

### Hameaux et lieux-dits
Les hameaux et lieux-dits de la commune sont : les Chenillères, Boucamoine et le Bouchard.

### Géologie et relief
La commune est classée en zone de sismicité 2, correspondant à une sismicité faible.
La commune se trouve sur le plateau d'Aigurande, un plateau cristallin du Massif Central, dominant le Boischaut Sud, et plus exactement sur une crête. La surface du plateau daterait du  Paléogène et est faiblement disloquée avec un champ de failles Nord-Sud.
Quant à la crête, culminant vers 400 à 410 m d'altitude, elle serait un monadnock au-dessus du plateau dont les derniers remaniements se seraient produits au Miocène.
Aigurande se trouve sur un îlot de granulite qui fait partie d'un ensemble de plissements est-nord-est/ouest-sud-ouest. Des dépôts riches en fer se trouvent également dans l'ouest de la région.

### Hydrographie

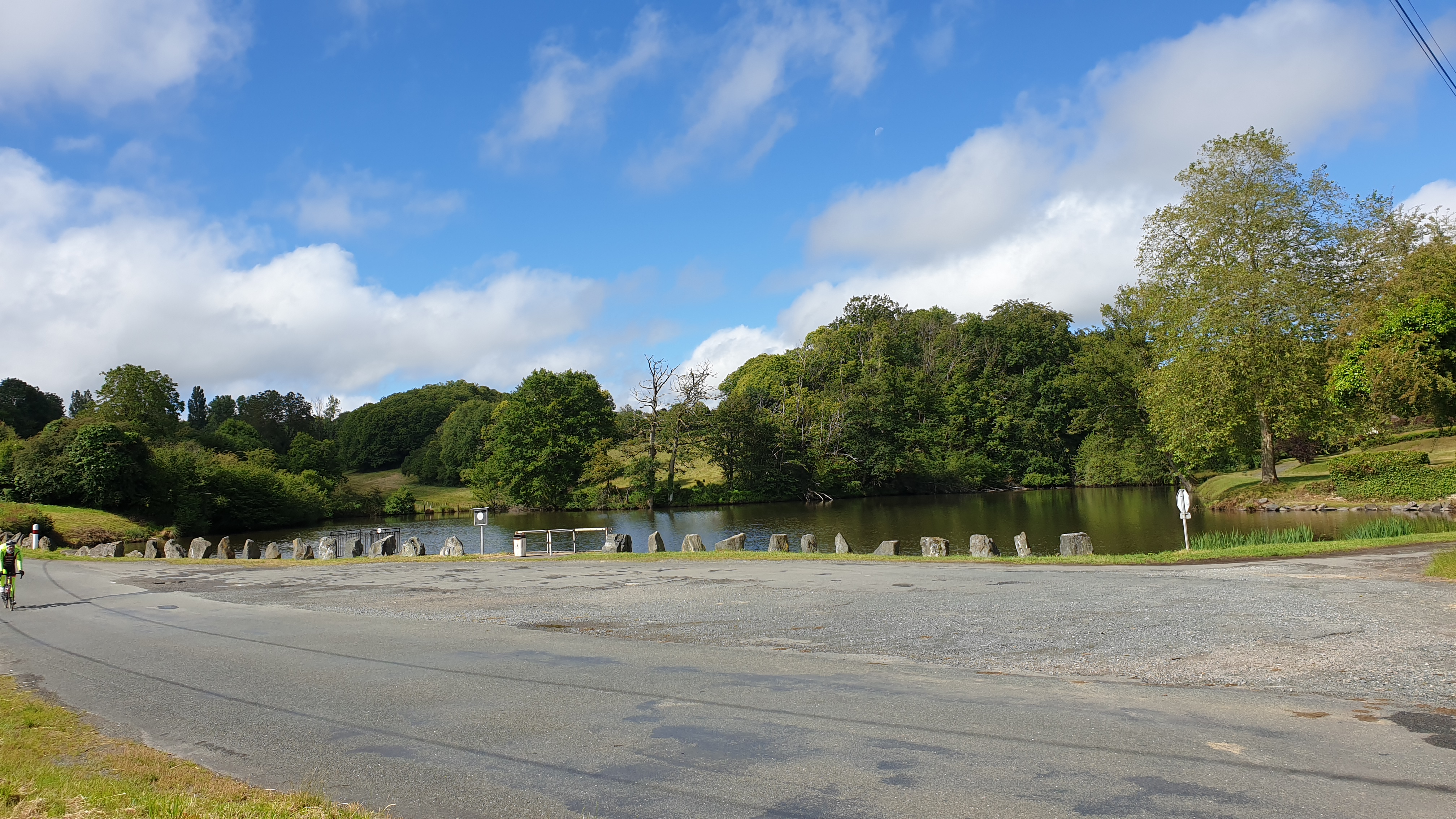
L'étang d'Aigurande, un plan d'eau réservé à l'entrainement des pompiers de la commune.

Le territoire communal est arrosé par la rivière Vauvre. Il possède aussi les sources de la rivière Bouzanne.
Les sections Nord-Sud du réseau hydrographique, très encaissé, suivent la pente générale du plateau, tandis que les sections Est-Ouest suivent celle des blocs (en).

### Climat
Pour des articles plus généraux, voir Climat du Centre-Val de Loire et Climat de l'Indre.
En 2010, le climat de la commune est de type climat océanique dégradé des plaines du Centre et du Nord, selon une étude du CNRS s'appuyant sur une série de données couvrant la période 1971-2000. En 2020, Météo-France publie une typologie des climats de la France métropolitaine dans laquelle la commune est dans une zone de transition entre le climat océanique altéré et le climat de montagne ou de marges de montagne et est dans la région climatique Ouest et nord-ouest du Massif Central, caractérisée par une pluviométrie annuelle de 900 à 1 500 mm, maximale en automne et en hiver.
Pour la période 1971-2000, la température annuelle moyenne est de 10,2 °C, avec une amplitude thermique annuelle de 15 °C. Le cumul annuel moyen de précipitations est de 959 mm, avec 13,1 jours de précipitations en janvier et 8 jours en juillet. Pour la période 1991-2020, la température moyenne annuelle observée sur la station météorologique de Météo-France la plus proche, sur la commune de Bonnat à 13 km à vol d'oiseau, est de 11,5 °C et le cumul annuel moyen de précipitations est de 887,3 mm,. Pour l'avenir, les paramètres climatiques de la commune estimés pour 2050 selon différents scénarios d'émission de gaz à effet de serre sont consultables sur un site dédié publié par Météo-France en novembre 2022.

### Voies de communication et transports

#### Voies routières
Le territoire communal est desservi par les routes départementales : 19, 36C, 73, 73A, 951B et 990.

#### Transports
La ligne de La Châtre à Guéret passait par le territoire communal, une gare desservait la commune. Les gares ferroviaires les plus proches sont les gares d'Éguzon (28 km), Saint-Sébastien (31 km) et Argenton-sur-Creuse (33 km).
Aigurande est desservie par les lignes H et I du Réseau de mobilité interurbaine et par les lignes 10, 12 et 13 du réseau TransCreuse.
L'aéroport le plus proche est l'aéroport de Châteauroux-Centre, à 56 km.

### Réseau électrique
La commune possède un poste source sur son territoire qui est situé au lieu-dit le Gachet.

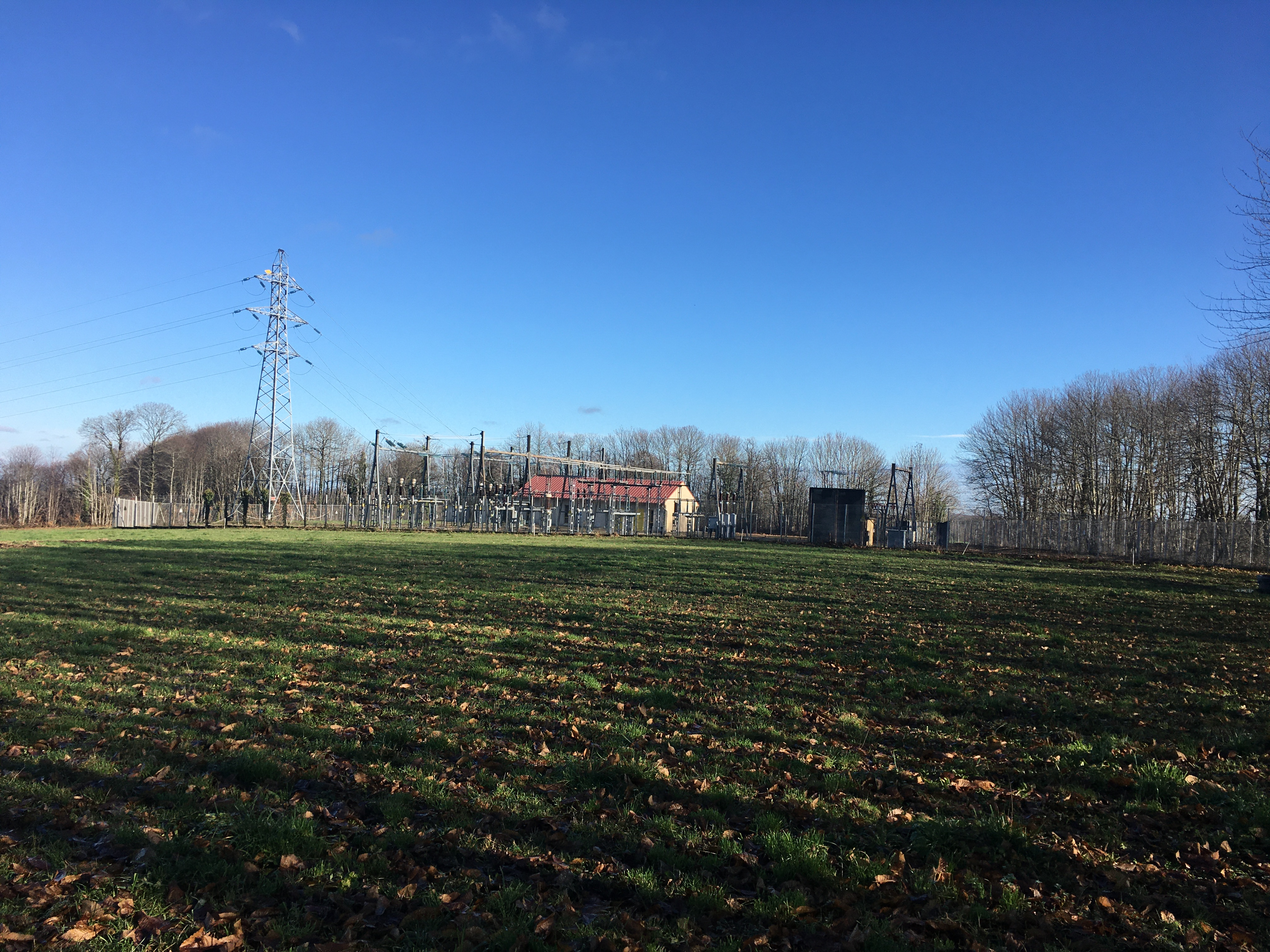
Le poste source en 2020.

## Urbanisme

### Typologie
Au 1er janvier 2024, Aigurande est catégorisée commune rurale à habitat dispersé, selon la nouvelle grille communale de densité à sept niveaux définie par l'Insee en 2022.
Elle est située hors unité urbaine et hors attraction des villes,.

### Occupation des sols
L'occupation des sols de la commune, telle qu'elle ressort de la base de données européenne d’occupation biophysique des sols Corine Land Cover (CLC), est marquée par l'importance des territoires agricoles (89,2 % en 2018), une proportion sensiblement équivalente à celle de 1990 (89,7 %). La répartition détaillée en 2018 est la suivante : 
prairies (36,1 %), zones agricoles hétérogènes (30 %), terres arables (23 %), zones urbanisées (6,2 %), forêts (4,6 %). L'évolution de l’occupation des sols de la commune et de ses infrastructures peut être observée sur les différentes représentations cartographiques du territoire : la carte de Cassini (XVIIIe siècle), la carte d'état-major (1820-1866) et les cartes ou photos aériennes de l'IGN pour la période actuelle (1950 à aujourd'hui).

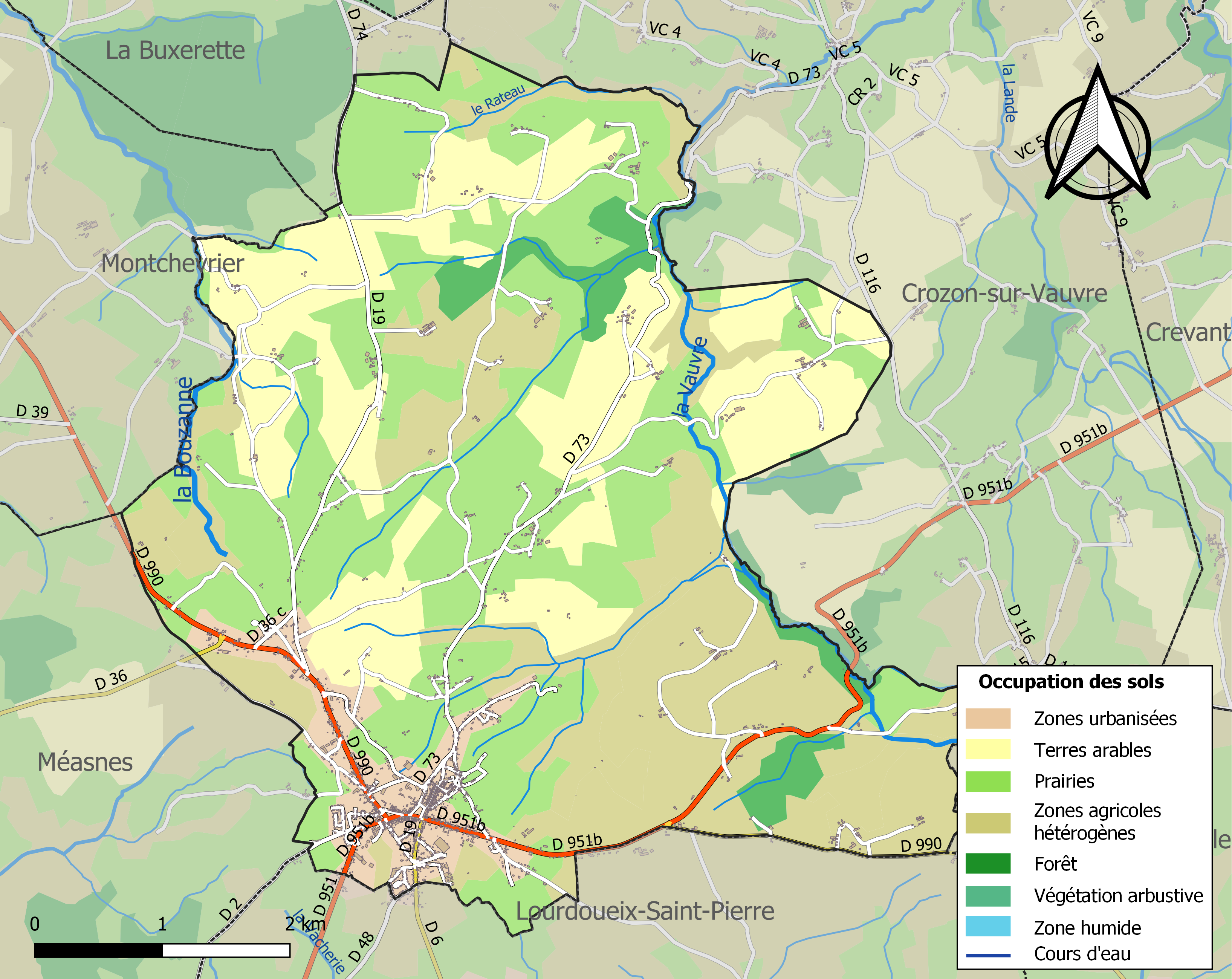
Carte des infrastructures et de l'occupation des sols de la commune en 2018 (CLC).

### Logement
Le tableau ci-dessous présente le détail du secteur des logements de la commune :
| Date du relevé                                              | 2013   | 2015   |
| Nombre total de logements                                   | 1 028  | 1 054  |
| Résidences principales                                      | 75,3 % | 72,1 % |
| Résidences secondaires                                      | 10,8 % | 8,6 %  |
| Logements vacants                                           | 13,9 % | 19,3 % |
| Part des ménages propriétaires de leur résidence principale | 68,1 % | 71,2 % |

### Risques majeurs
Le territoire de la commune d'Aigurande est vulnérable à différents aléas naturels : météorologiques (tempête, orage, neige, grand froid, canicule ou sécheresse), mouvements de terrains et séisme (sismicité faible). Il est également exposé à un risque particulier : le risque de radon. Un site publié par le BRGM permet d'évaluer simplement et rapidement les risques d'un bien localisé soit par son adresse soit par le numéro de sa parcelle.

#### Risques naturels

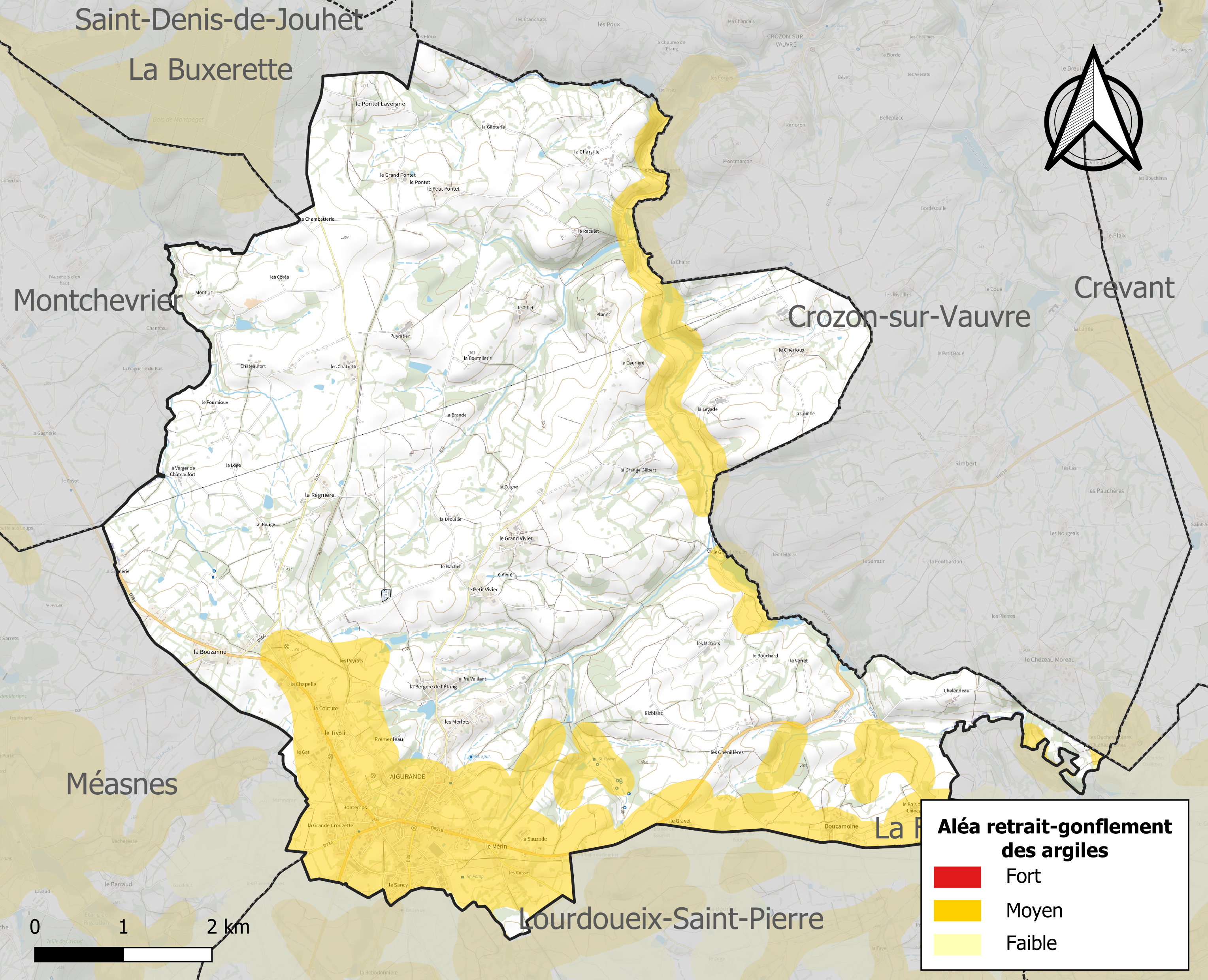
Carte des zones d'aléa retrait-gonflement des sols argileux d'Aigurande.

Les mouvements de terrains susceptibles de se produire sur la commune sont des tassements différentiels.
Le retrait-gonflement des sols argileux est susceptible d'engendrer des dommages importants aux bâtiments en cas d’alternance de périodes de sécheresse et de pluie. 20,1 % de la superficie communale est en aléa moyen ou fort (84,7 % au niveau départemental et 48,5 % au niveau national). Sur les 940 bâtiments dénombrés sur la commune en 2019, 653 sont en aléa moyen ou fort, soit 69 %, à comparer aux 86 % au niveau départemental et 54 % au niveau national. Une cartographie de l'exposition du territoire national au retrait gonflement des sols argileux est disponible sur le site du BRGM,.
Concernant les mouvements de terrains, la commune a été reconnue en état de catastrophe naturelle au titre des dommages causés par la sécheresse en 1996 et 2019 et par des mouvements de terrain en 1999.

#### Risque particulier
Dans plusieurs parties du territoire national, le radon, accumulé dans certains logements ou autres locaux, peut constituer une source significative d’exposition de la population aux rayonnements ionisants. Toutes les communes du département sont concernées par le risque radon à un niveau plus ou moins élevé. Selon la classification de 2018, la commune d'Aigurande est classée en zone 3, à savoir zone à potentiel radon significatif.

## Toponymie
Le nom d'Aigurande  procède du toponyme gaulois *egoranda (ou *equoranda,) dont l'évolution la plus fréquente en France est Ingrandes.
Egoranda devait fondamentalement signifier « limite » et correspondait souvent à la frontière entre deux peuples gaulois.
Ses habitants sont appelés les Aigurandais.

## Histoire
À l'époque gauloise, Aigurande se trouvait à la frontière entre le territoire des Lémovices et celui des Bituriges Cubes,, ultérieurement limite entre les anciens diocèses de Limoges et de Bourges, puis entre le Limousin et le Berry, enfin entre les départements de la Creuse et de l'Indre.
Anne-Marie-Louise d'Orléans, la Grande-Mademoiselle, par héritage des Bourbon-Montpensier, fut Dame d'A(i)gurande. Cela explique les armes municipales, qui sont armes de Bourbon.
La seigneurie d'Aigurande est héritée par « Monsieur », frère de Louis XIV de France. Elle est vendue avec les seigneuries de Cluis-Dessous et de Sainte-Sévère en 1697 à Nicolas Léonor de Flexelles, marquis de Brégy, ambassadeur en Pologne et en Suède,.
La commune a accueilli plusieurs fois des étapes de courses de cyclisme. Le 10 juillet 2008, la commune a accueilli le départ de la 6e étape du Tour de France 2008 de cyclisme. Le 9 juillet 2011, la commune a accueilli le départ de la 8e étape du Tour de France 2011 de cyclisme. Enfin, lors de la 10e étape du Tour de France 2009, la commune a été traversée par les coureurs.
À la suite du redécoupage cantonal de 2014, la commune n'est plus chef-lieu de canton.

## Politique et administration
La commune dépend de l'arrondissement de La Châtre, du canton de Neuvy-Saint-Sépulchre, de la deuxième circonscription de l'Indre et de la communauté de communes de la Marche Berrichonne.

### Liste des maires
| Période                                  | Période   | Identité          | Étiquette | Qualité |
| ---------------------------------------- | --------- | ----------------- | --------- | --- |
| Les données manquantes sont à compléter. |           |                   |           | |
| 19..                                     | 1923      | Maurice Fontaine  | Rad.      | Agent général d'assurances, propriétaire Capitaine en retraite Conseiller général d'Aigurande (1902 → 1923)                                                                                                  |
| 1923                                     | 19..      | Firmin Auclair    | RG        | Pharmacien Conseiller général d'Aigurande (1923 → 1925) |
| Les données manquantes sont à compléter. |           |                   |           | |
| avant 1981                               | ?         | Pierre Émery      | PS        | |
| juin 1995,                               | mars 2014 | Pascal Courtaud   | PS        | Économiste Conseiller général d'Aigurande (1979 → 1992) Président de la CC de la Marche Berrichonne (2006 → )                                                                                                |
| mars 2014                                | mai 2020  | Jean-Michel Degay | DVD       | Artisan |
| mai 2020                                 | En cours  | Virginie Fontaine | DVD       | Chargée de communication Conseillère départementale de Neuvy-Saint-Sépulchre (2021 → ) 5e vice-présidente du conseil départemental (2021 → ) 1re vice-présidente de la CC de la Marche Berrichonne (2020 → ) |

### Instances judiciaires et administratives
La commune dispose des services suivants :
- un Trésor public[47] ;
- un bureau de poste[48] ;
- un bureau de tourisme[49] ;
- une gendarmerie[50] ;
- un centre de secours ;
- un centre d'entretien et d'exploitation des routes du conseil départemental de l'Indre[51].

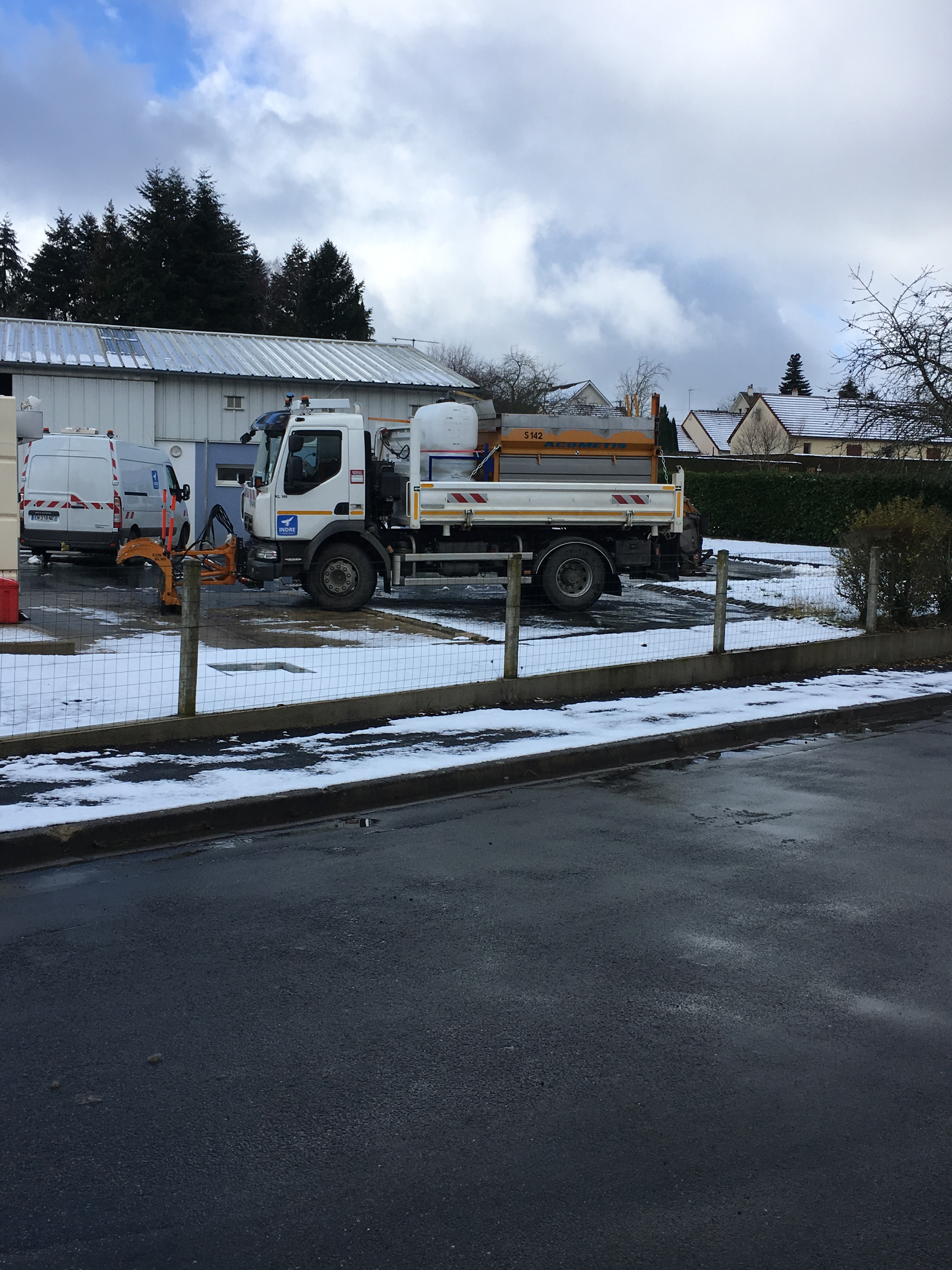
La saleuse du centre d'entretien et d'exploitation de la route en 2019.

## Population et société

### Démographie
L'évolution du nombre d'habitants est connue à travers les recensements de la population effectués dans la commune depuis 1793. Pour les communes de moins de 10 000 habitants, une enquête de recensement portant sur toute la population est réalisée tous les cinq ans, les populations de référence des années intermédiaires étant quant à elles estimées par interpolation ou extrapolation. Pour la commune, le premier recensement exhaustif entrant dans le cadre du nouveau dispositif a été réalisé en 2006.

En 2022, la commune comptait 1 329 habitants, en évolution de −7,39 % par rapport à 2016 (Indre : −3 %, France hors Mayotte : +2,11 %).
| 1793  | 1800  | 1806  | 1821  | 1831  | 1836  | 1841  | 1846  | 1851  |
| ----- | ----- | ----- | ----- | ----- | ----- | ----- | ----- | ----- |
| 1 573 | 1 691 | 1 514 | 1 687 | 1 859 | 1 945 | 2 005 | 2 087 | 2 330 |

| 1856  | 1861  | 1866  | 1872  | 1876  | 1881  | 1886  | 1891  | 1896  |
| ----- | ----- | ----- | ----- | ----- | ----- | ----- | ----- | ----- |
| 2 232 | 2 146 | 2 169 | 2 321 | 2 292 | 2 301 | 2 472 | 2 403 | 2 366 |

| 1901  | 1906  | 1911  | 1921  | 1926  | 1931  | 1936  | 1946  | 1954  |
| ----- | ----- | ----- | ----- | ----- | ----- | ----- | ----- | ----- |
| 2 462 | 2 527 | 2 552 | 2 316 | 2 279 | 2 204 | 2 257 | 2 387 | 2 343 |

| 1962  | 1968  | 1975  | 1982  | 1990  | 1999  | 2006  | 2011  | 2016  |
| ----- | ----- | ----- | ----- | ----- | ----- | ----- | ----- | ----- |
| 2 381 | 2 315 | 2 284 | 2 180 | 1 932 | 1 668 | 1 658 | 1 534 | 1 435 |

| 2021  | 2022  | - | - | - | - | - | - | - |
| ----- | ----- | - | - | - | - | - | - | - |
| 1 359 | 1 329 | - | - | - | - | - | - | - |

### Enseignement
La commune dépend de la circonscription académique de La Châtre.

### Manifestations culturelles et festivités
Aigurande dispose tout au long de l'année le vendredi matin d'un marché primeur fermier et deux fois par mois d'une foire.
À la Pentecôte, il y a une fête foraine, un défilé de chars illuminés (dimanche), une grande foire (lundi) et le pèlerinage de Notre-Dame de la Bouzanne.
En août, le premier weekend, il y a la fête du vieil Aigurande et le dernier dimanche de ce mois la fête de l'Écrevisse.

### Équipement culturel

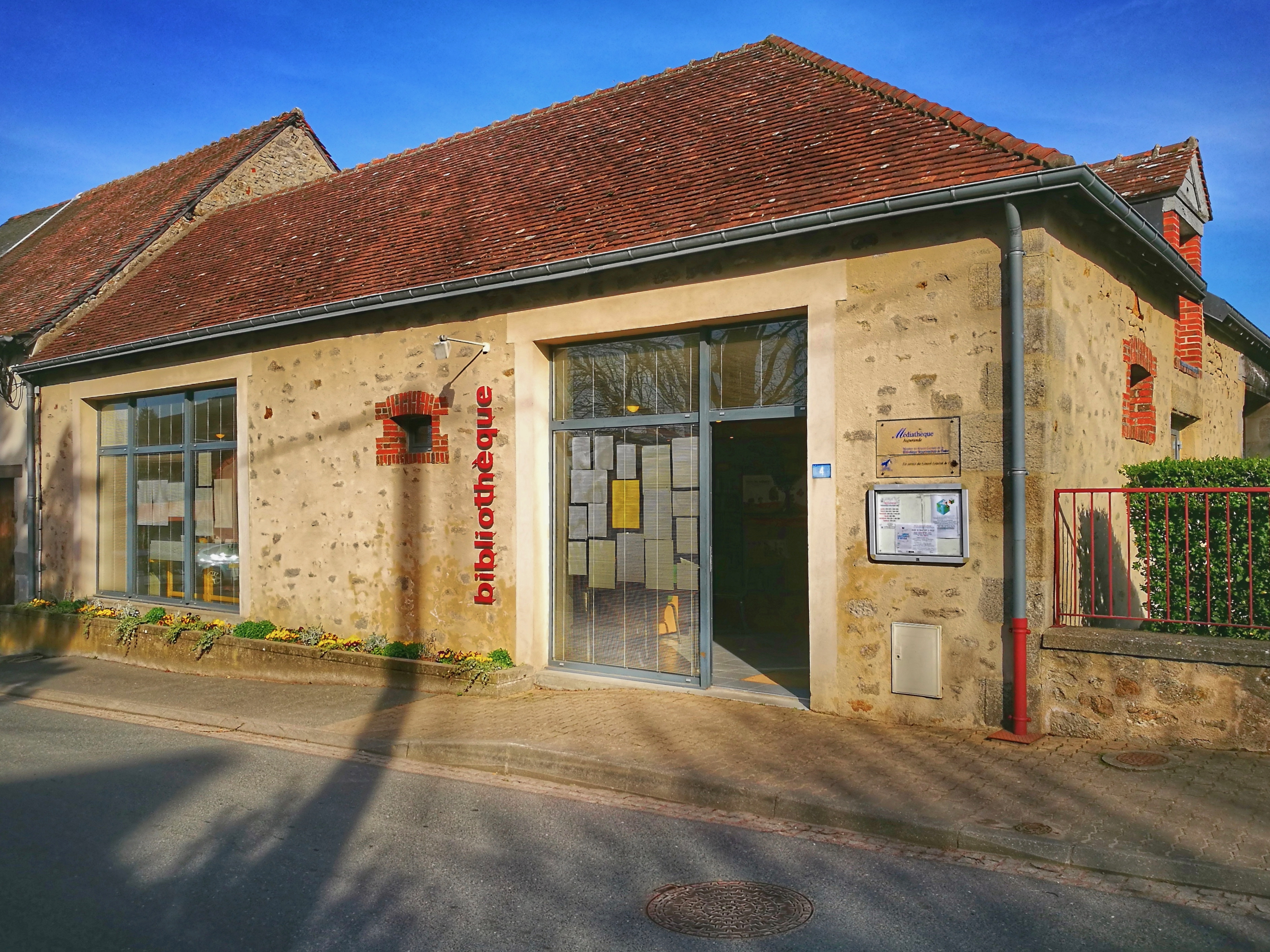
La médiathèque en 2017.

La commune dispose d'une médiathèque.

### Médias
La commune est couverte par les médias suivants : La Nouvelle République du Centre-Ouest, Le Berry républicain, L'Écho - La Marseillaise, La Bouinotte, Le Petit Berrichon, L'Écho du Berry, France 3 Centre-Val de Loire, Berry Issoudun Première, Vibration, Forum, France Bleu Berry et RCF en Berry.

### Cultes
Culte catholique
La commune d'Aigurande dépend de l'archidiocèse de Bourges, du doyenné du Boischaut Sud et de la paroisse d'Aigurande. Le lieu de culte est l'église Notre-Dame.

## Économie
La commune se situe dans la zone d’emploi de Châteauroux et dans le bassin de vie d’Aigurande[réf. nécessaire].

## Culture locale et patrimoine

### Lieux et monuments
La commune ne compte qu'un monument répertorié à l'inventaire des monuments historiques et huit objets répertoriés à l'inventaire général du patrimoine culturel,. Il existe aussi des lieux touristiques non classés tes que le monument au morts sur la grand-place.

#### Dolmen du Grand Pontet ou du Champ Liame
Le dolmen est situé à l'ouest-sud-ouest du hameau du Grand Pontet, à environ 5 km au nord du centre-bourg du village. Il date probablement du Néolithique.

#### Église Notre-Dame
L'église Notre-Dame (XIe et XIVe siècles) est un large édifice avec un clocher-porche en pierre de taille, daté du XVIe siècle ; dôme octogonal surmonté d’un clocheton. Nef sans transept de six travées, voutée d’ogives, datée du XVe siècle. Chœur avec chevet plat du XIVe siècle, avec fenêtres de style flamboyant. Maitre-autel en bois sculpté et doré de style régence. Deux chapelles latérales du XVIe siècle. Vestiges de fortifications.

#### Autres monuments
- Château de Planet (XIXe siècle)
- Chapelle Notre-Dame de La Bouzanne (XVIIIe siècle)
- Vestiges du château féodal
- Moulin de Planet
- Monument et sanctuaire de la Bouzanne
- Lavoir
- Monument aux morts
- Croix de bois

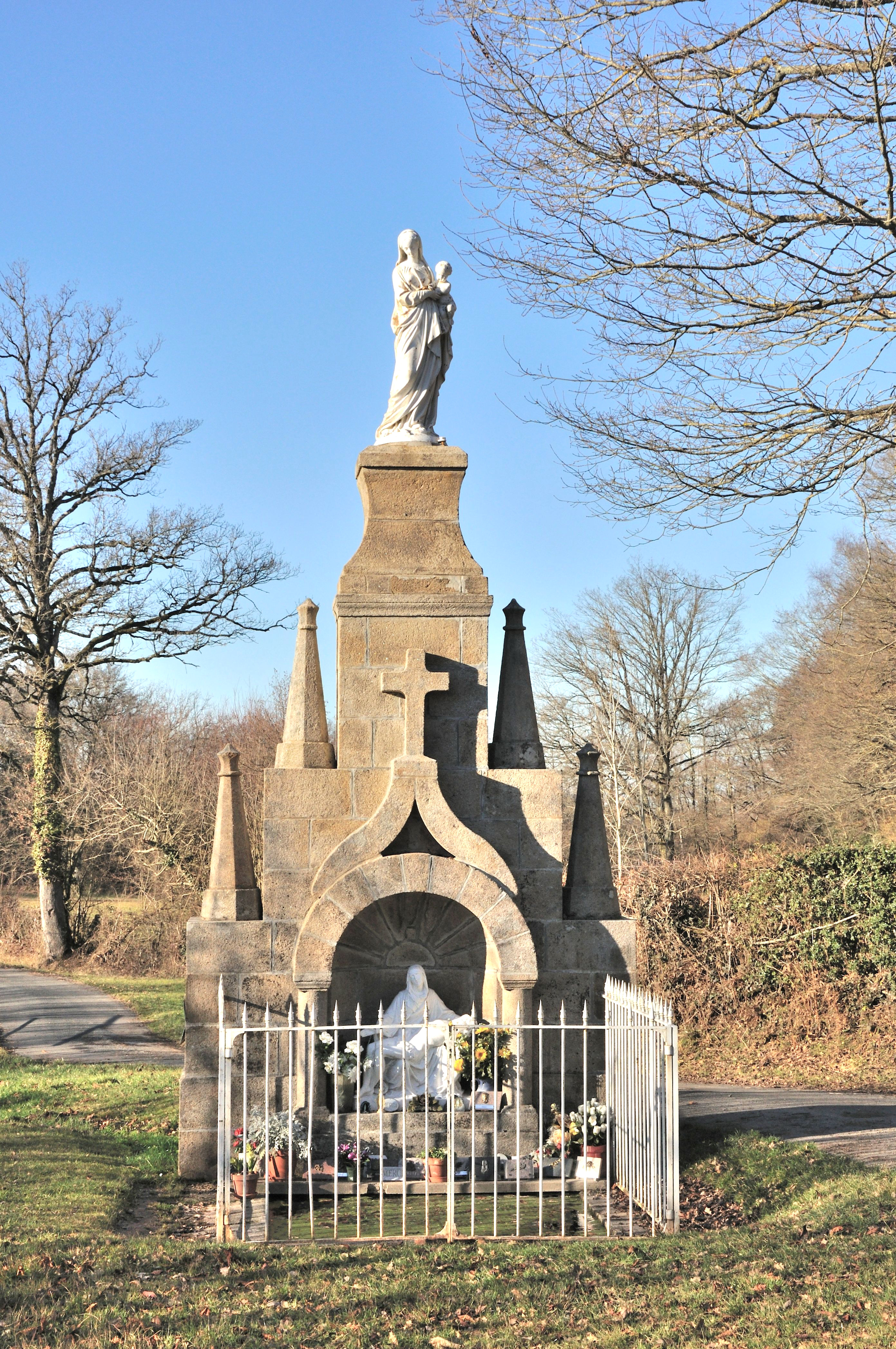
Le sanctuaire de la source de la Bouzanne en 2011.
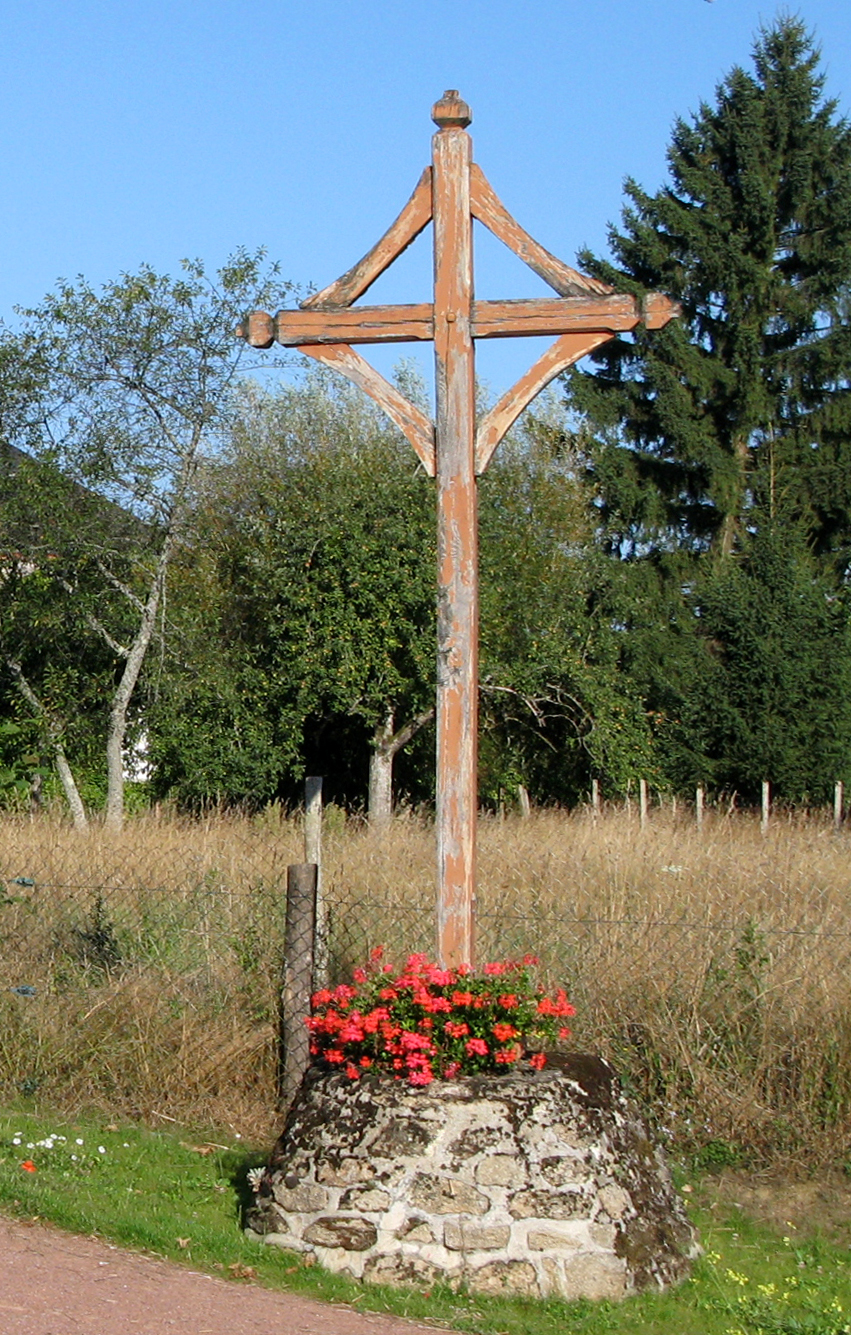
La croix de bois en 2008.

### Personnalités liées à la commune
- Anne-Marie-Louise d'Orléans
- Philippe Barbarin[66]
- Eugène Charasson (1874-1939) : peintre, né et mort à Aigurande.
- Jean-Marien Messant (1775-1854) : chirurgien et vaccinateur[67]

### Tournage
La campagne aigurandaise a servi en 2000 de lieu de tournage pour Balafola, un court-métrage de Mohamed Camara.

### Héraldique, logotype et devise
| Blason de Aigurande | Blason  | D'azur semé de fleurs de lys d'or, à la cotice cousue de gueules. |
| Blason de Aigurande | Détails | Le statut officiel du blason reste à déterminer.                  |

|  | Logotype de la commune d'Aigurande : |